# Kris Mangum
(en) Statistiques sur pro-football-reference
Kris Thomas Mangum (né le 15 août 1973 à Magee) est un joueur américain de football américain. Il est le fils de John Mangum Sr et le frère de John Mangum Jr qui eurent aussi une carrière professionnelle.

## Lycée
Mangum reçoit trente-six passes pour 640 yards ainsi que huit touchdowns. Il est aussi présent en défense et fait 113 tacles, quatre sacks, deux interceptions et deux récupération de fumble lors de sa dernière année.

## Carrière

### Université
Il entre à l'université de l'Alabama avant d'être transféré en 1994 pour l'université du Mississippi. Durant ses trois saisons à Ole Miss, il reçoit soixante-quatorze passes pour 729 yards. En 1995, il est nommé parmi les meilleurs joueurs de la Southeastern Conference. Il reçoit trente-six passes pour 391 yards et deux touchdowns, meilleur score à la réception de la SEC, le meilleur score à la réception par un Rebels jouant au poste de tight end depuis Wesley Walls en 1988.
En 1996, il est le finaliste du Trophée Conerly.

### Professionnel
Kris Mangum est sélectionné au septième tour du draft de la NFL de 1997 par les Panthers de la Caroline au 228e choix. Pendant trois ans, il apparaît rarement lors des matchs des Panthers, remplaçant Wesley Walls. En 2000, il fait sept matchs comme titulaire et marque son premier touchdown en professionnel après une réception de quinze yards contre les Chiefs de Kansas City. En 2001, il devient un élément récurrent de l'attaque des Panthers. En 2004, il fait la meilleure saison de sa carrière avec trente-quatre réceptions pour 497 yards et trois touchdowns. En 2006, Mangum est appelé à devenir le troisième quarterback de la Caroline, l'effectif ne comportant que deux lanceurs mais il n'apparaitra jamais dans un match à ce poste.
Après la saison 2006, Kris décide de mettre un terme à sa carrière. Le 28 février 2007, il est officiellement retiré de l'effectif des Panthers et de la liste des agents libres de la fédération.

### Entraineur
En 2008, Mangum prend le poste d'entraineur des tigh ends par intérimaire de l'université du Mississippi du Sud.

## Statistiques
Mangum a évolué dix saisons en National Football League. Il a joué 126 matchs dont soixante-et-un comme titulaire. Il a reçu 151 passes pour 1424 yards (moyenne de 9,6 yards par réception et 11,3 yards par match) ainsi que neuf touchdowns. Il a aussi récupéré un fumble en 2003.